# نیلز کریستین لوندینگ
نیلز کریستین لوندینگ (انگلیسی: Christian Lunding; ۱۹ فوریهٔ ۱۷۹۵ – ۲۶ ژوئیهٔ ۱۸۷۱) فرد نظامی اهل دانمارک بود.